# Дача на Львівській, 3
Сади́ба Іва́на Ба́харєва — колишній дачний комплекс, розташований у парку, на розі Львівської вулиці, 3, і безіменного провулка, що на Святошині у Києві.
За визначенням дослідників, будівля — зразок стриманої та елегантної київської дачної забудови кінця ХІХ — початку XX сторіч.
Наказом управління охорони культурної спадщини від 2 квітня 1998 року № 15 поставлена на облік пам'яток архітектури.
Споруда перебуває в аварійному стані.

## Історія

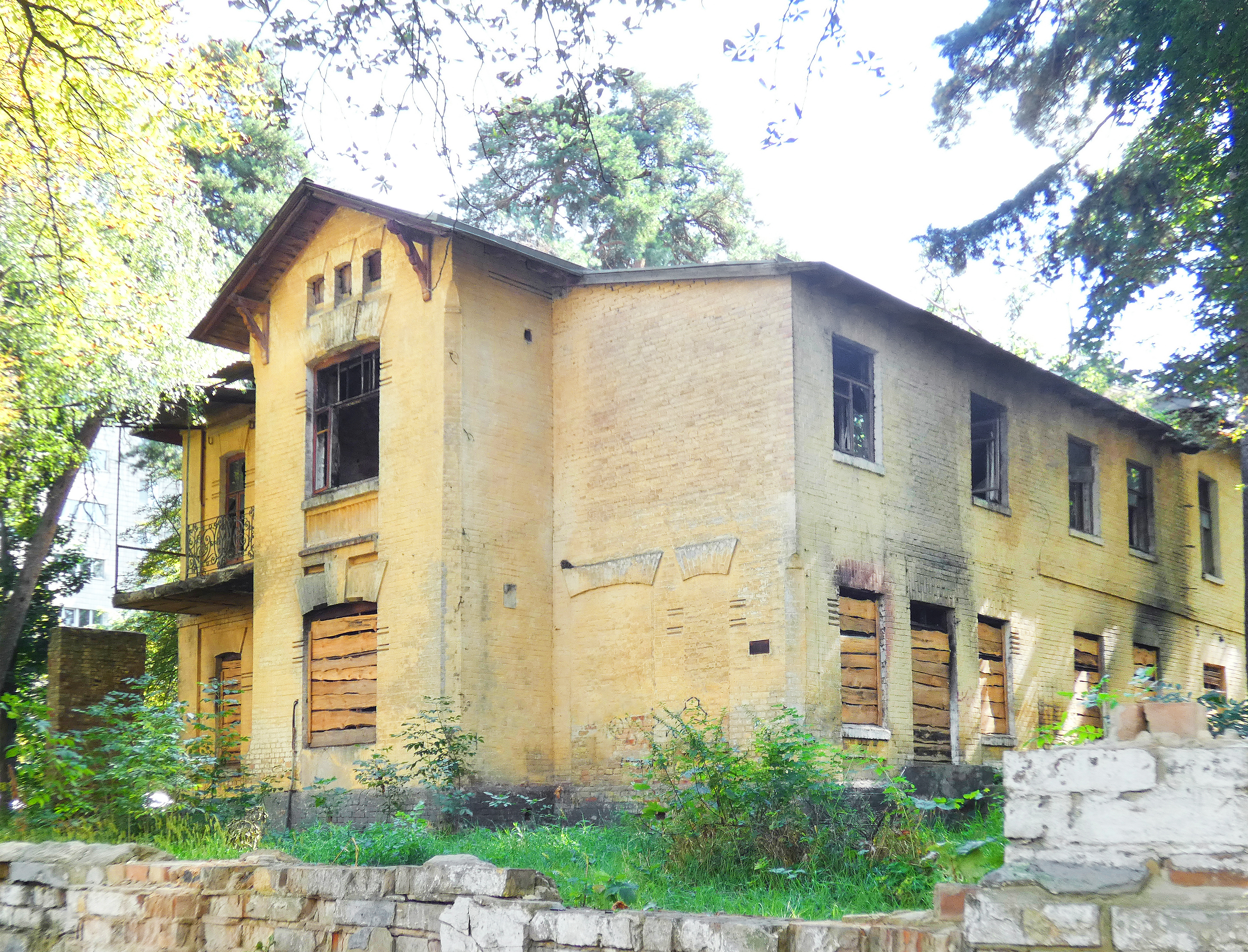
Занедбана будівля. Північно-західний бік

В 1897—1916 роках власниками садиби, оточеної сосновими лісом, були міщанин Іван Бахарєв і його родина. На його замовлення збудували дачний будинок за проєктом міського архітектора Олександра Кривошеєва і техніка Олександра Хойнацького. На території садиби спорудили також хату для прислуги, одноповерхові цегляні господарські приміщення, стайню, овочевий і фруктовий льохи. Облаштували оранжерею і фруктовий сад. Викопали криницю.
Близько 1922 року радянська влада націоналізувала маєток.
Згодом приміщення садиби займало диспансерне відділення № 2 Міського протитуберкульозного центру.
Після закриття диспансеру балансоутримувачем будівлі стало Територіальне медичне об'єднання «Фтизіатрія».
Капітальні ремонтні роботи зі зміною первісного планування проводили в 1950-х роках.
11 січня 2019 року у порожній будівлі сталася пожежа.

## Архітектура

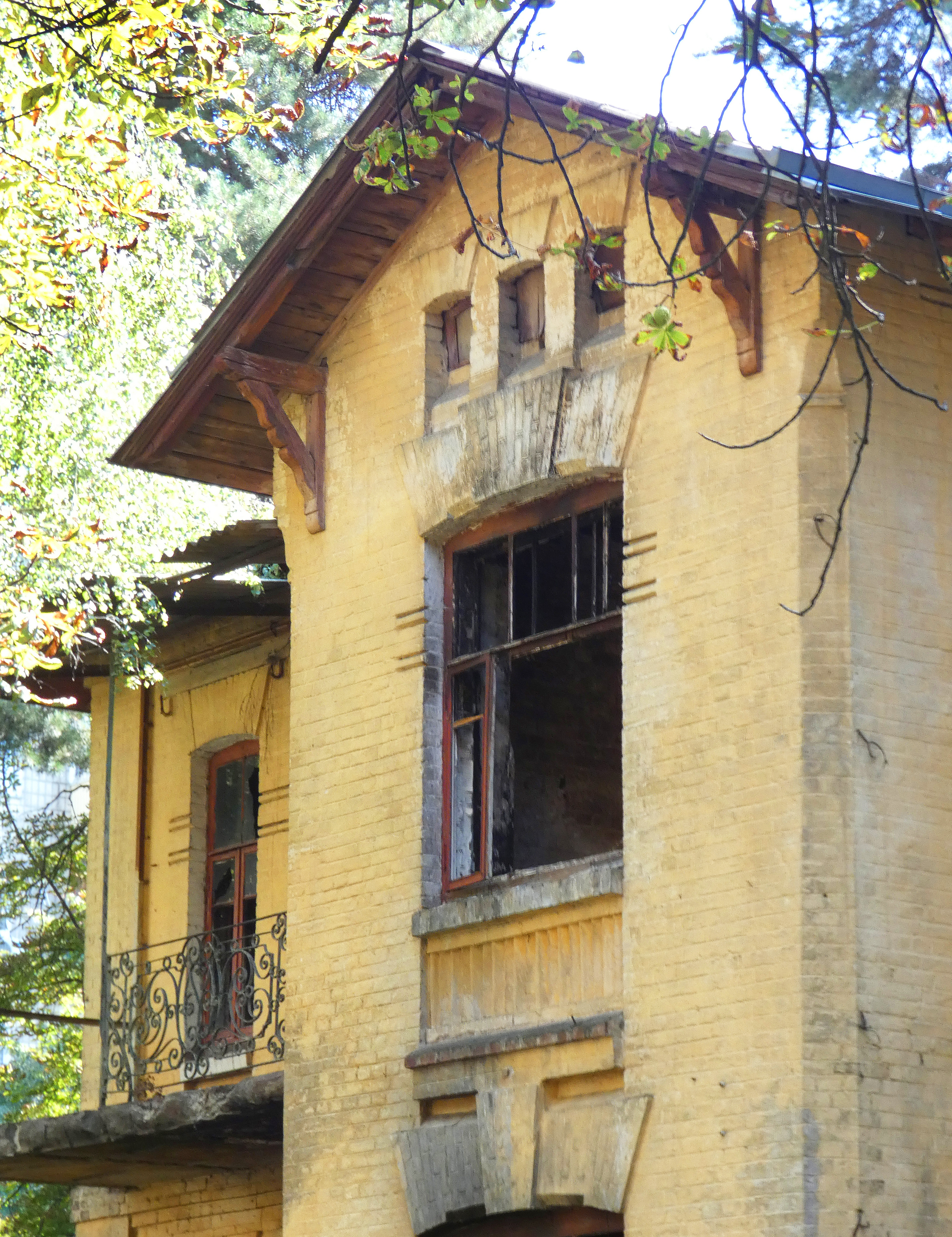
Ризаліт

Двоповерхова, цегляна, прямокутна у плані споруда має вальмовий дах, критий шифером, і пласкі перекриття на дерев'яних балках.
Дача вирішена у стилі раціонального модерну. Його характерними рисами є асиметрія чолового (північного) фасаду, а також вертикальні, видовжені прямокутні й лучкові прорізи. Замість карниза застосовано широке піддашшя на фігурних кронштейнах.
Прямокутний ризаліт виступає акцентом головного фасаду. На ньому є тристулкові вікна із замковими каменями. Ризаліт завершується двосхилим дашком. Під ним — три невеликі горищні віконця.
На правій від ризаліту площині вікна закладені. На лівій розташовані по три віконних прорізи на кожному поверсі. На рівні другого поверху міститься балкон, прикрашений ажурними металевими ґратами.
Східний фасад підкреслений ритмом двостулкових віконних прорізів і міжповерховим гуртом. У простінках застосовано подвійні цегляні смужки.
На західному фасаді розташовані два входи.
Дача має коридорно-анфіладне планування.